# Alenia Aermacchi M-345
El Alenia Aermacchi M-345 es un avión de entrenamiento a reacción, diseñado por el fabricante aeronáutico italiano Alenia Aermacchi, como un desarrollo del Aermacchi S-211. Hasta el año 2012, este modelo se denominaba como M-311.

## Variantes

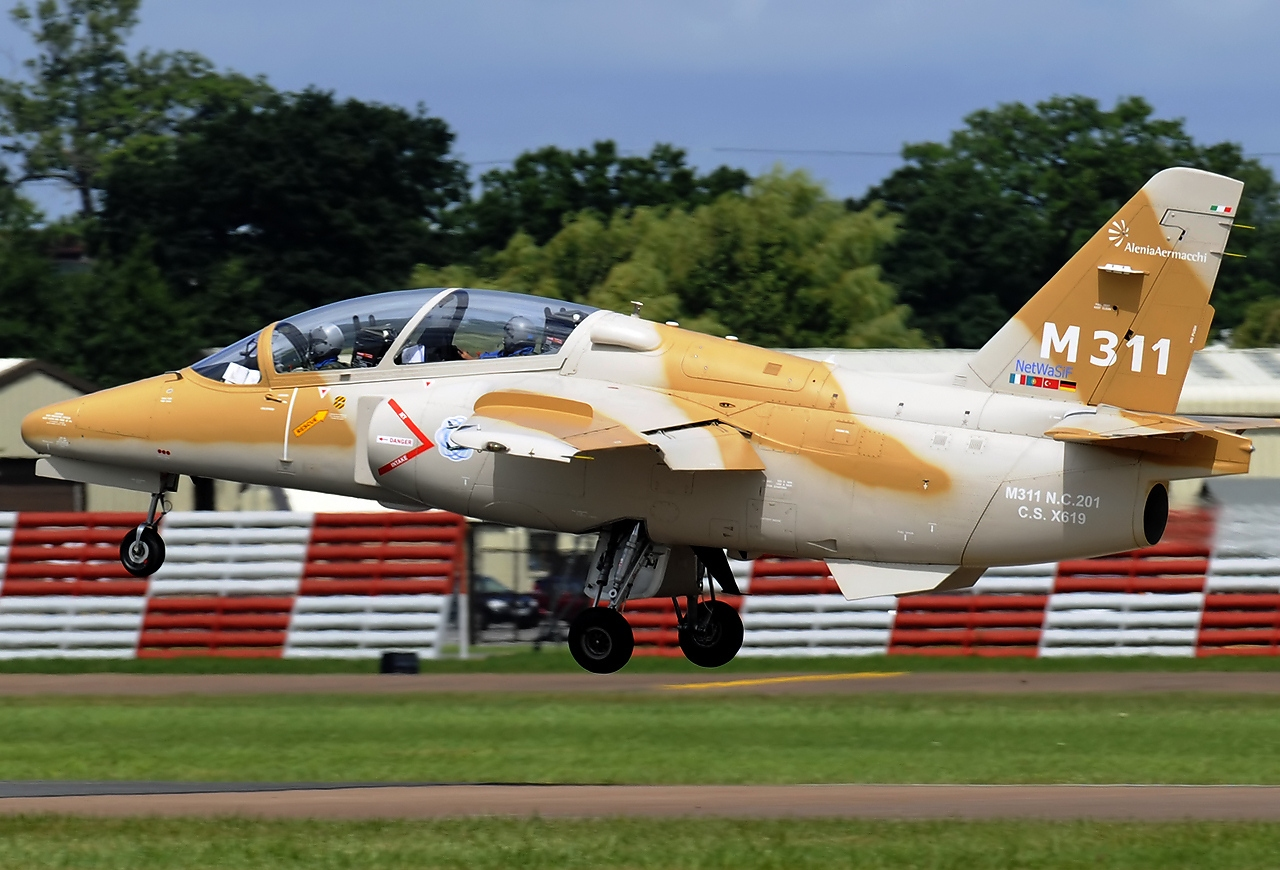
M-311 en el Royal International Air Tattoo de 2008.

M-311Versión modernizada del SIAI Marchetti S.211/Aermacchi S-211; se construyeron dos prototipos.
M-345Cambio de denominación del M-311 desde el año 2012.
M-345 HETVersión actualizada con nueva aviónica y con motor Williams International FJ44-4M.

## Componentes

### Electrónica
| Sistema | País | Fabricante | Notas |
| ------- | ---- | ---------- | ----- |
| ACAS II |      |            | Sí    |

## Especificaciones (M-345)

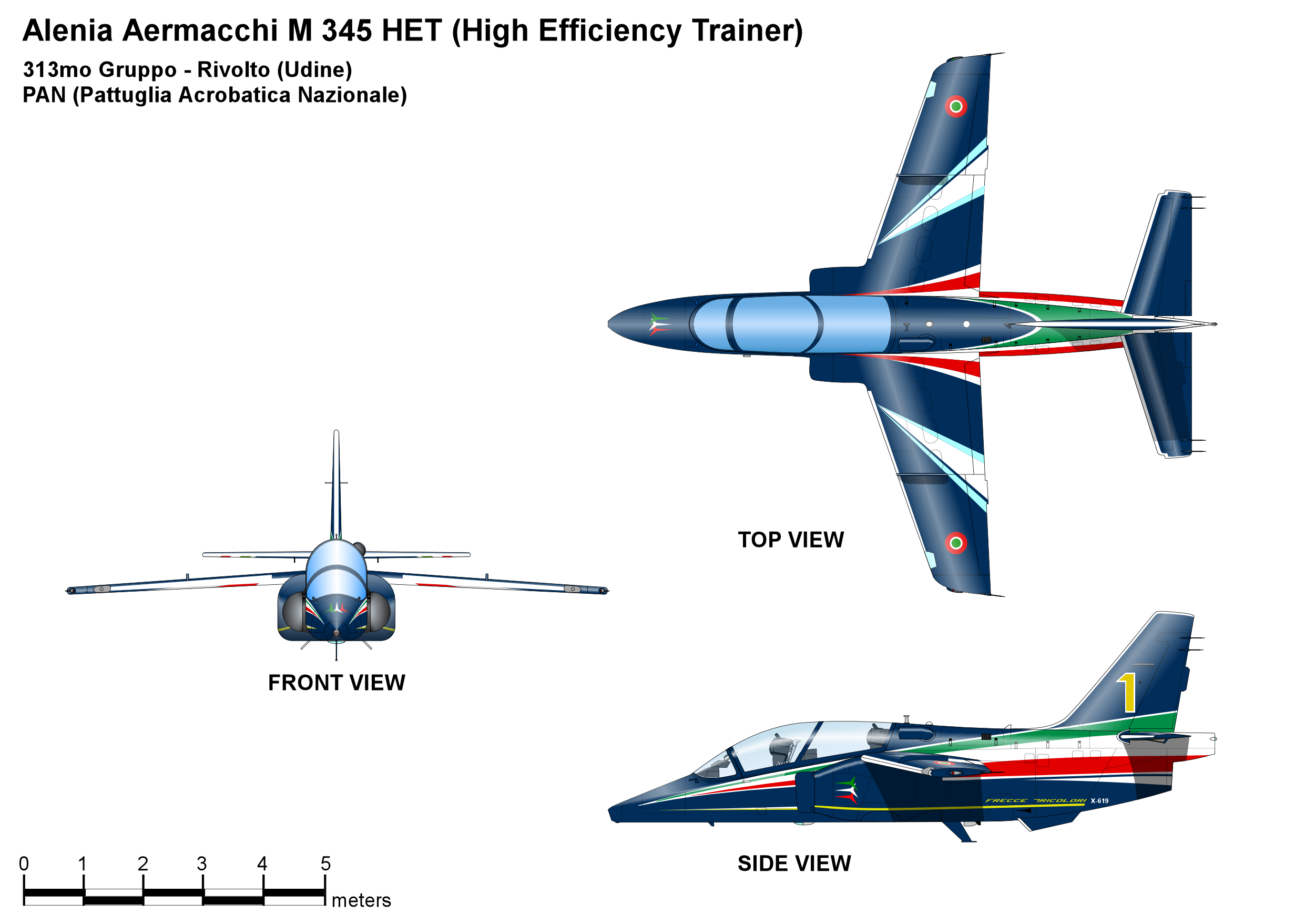
Geometría descriptiva del M-345 HET.

Referencia datos: Alenia Aermacchi

### Características generales
- Tripulación: 2 (alumno e instructor)
- Longitud: 9,9 m (32,3 ft)
- Envergadura: 8,5 m (27,8 ft)
- Altura: 3,7 m (12,3 ft)
- Superficie alar: 12,6 m² (135,6 ft²)
- Peso vacío: 2300 kg (5069,2 lb)
- Peso cargado: 3200 kg (7052,8 lb)
- Peso máximo al despegue: 4100 kg (9036,4 lb)
- Planta motriz:   .

### Rendimiento
- Velocidad nunca excedida (Vne): 795 km/h (494 MPH; 429 kt)
- Velocidad máxima operativa (Vno): 740 km/h (460 MPH; 400 kt)
- Velocidad de entrada en pérdida (Vs): 156 km/h (97 MPH; 84 kt)
- Alcance: 1410 km (761 nmi; 876 mi)
- Techo de vuelo: 12 190 m (39 993 ft)
- Régimen de ascenso: 24 m/s (4716 ft/min)

### Desarrollos relacionados
- Aermacchi S-211

### Aeronaves similares
- CASA C-101
- Dassault/Dornier Alpha Jet
- FMA IA 63 Pampa